# Ашоваль
Ашоваль (кат. Aixovall) — деревня в Андорре, на территории общины Сан-Жулиа-де-Лория. Расположена в южной части страны, к югу от города Санта-Колома. В Ашовали находился стадион Комуналь д’Ашоваль.
Население деревни по данным на 2014 год составляет 92 человека.
Динамика численности населения:
| 2007 | 2008 | 2009 | 2010 | 2011 | 2012 | 2013 | 2014 |
| ---- | ---- | ---- | ---- | ---- | ---- | ---- | ---- |
| 151  | 128  | 124  | 116  | 94   | 95   | 99   | 92   |